# FN Herstal
A Fabrique Nationale de Herstal (magyarul: "Herstali Nemzeti Gyár"), közismertebb nevén FN Herstal Európa egyik legrégebbi és legismertebb ma is működő lőfegyvergyára. A gyárat 1889-ben hozták létre a belgiumi Liége városában. A gyár nevéhez olyan elterjedt lőfegyverek fűződnek mint az FN FAL vagy FN MAG, amelyeket több, mint száz országban rendszeresítettek. A cég a Vallónia tartományi kormány többségi tulajdonában áll és mára olyan ismert amerikai márkák is a cégcsoport tulajdonában vannak mint a Browning vagy a Winchester. A cég történetének két meghatározó konstruktőre John Moses Browning és Ernest Vervier voltak, akiknek a géppuskái és műszaki megoldásai máig gyártásban vannak.
A FN gyár MAG és M2 géppuskáit a Magyar Honvédség is rendszeresítette harcjárműveihez és helikoptereihez.

## Termékportfolio
A cég legismertebb termékei az alábbiakban kerülnek röviden bemutatásra a teljesség igénye nélkül.

### Lőfegyverek
- FN Browning Hi-Power pisztoly (9x19mm és .40 S&W) - a világ egyik legelterjedtebb katonai maroklőfegyvere volt a 20. század első felében: mintegy 50 ország rendszeresítette ezt a pisztolyt.
- FN Five-Seven pisztoly (5,7x28mm NATO) - a több mint 100 éves, ma már elégtelen átütőerejű 9x19mm Parebellum lőszer leváltására az FN kifejlesztette 5,7x28 mm-es lőszert, amelyet 2021-ben a NATO is szabványként fogadott el (STANAG 4509). Az új 5,7x28mm lőszerhez fejlesztette ki az FN a Five-Seven pisztolyt, amely mára széles körben elterjedt.
- FN P90 géppisztoly (5,7x28mm) - az új nagy átütő erejű pisztoly lőszerhez kifejlesztett géppisztoly
- FN FAL gépkarabély (7,62x51mm) - a világ egyik legelterjedtebb 7,62 mm-es gépkarabélya volt a hidegháború idején. A kisebb kaliberű (5,56x45mm és 5,45x39mm) gépkarabélyok elterjedés miatt használata mára háttérbe szorult.
- FNAR félautomata mesterlövész puska (7,62x51mm)
- F2000 gépkarabély (5,56x45mm) - az FN legújabb 5,56 mm-es gépkarabélya
- FN Minimi könnyű géppuska (5,56x45mm) - a világ legelterjedtebb 5,56 mm-es könnyű géppuskája, amelyet M249 néven az amerikai fegyveres erők is rendszeresítettek
- FN MAG általános célú géppuska (7,62x51mm) - a világ legelterjedtebb 7,62 mm-es NATO lőszert tüzelő könnyű géppuskája, amelyet M249 néven az amerikai fegyveres erők is rendszeresítettek
- FN EVOLYS (7,62x51mm és 5,56x45mm) - az FN legújabb fejlesztésű géppuskája, amelyet 7,62 mm és 5,56 mm NATO űrméretben is terveznek gyártani.
- M2 nehéz géppuska (12,7x99mm) - a világ egyik legelterjedtebb 12,7 mm-es nehéz géppuskája, amelyet J.M. Browning tervezett A második világháború alatt és után szinte minden amerikai, illetve később NATO harcjárművön megtalálható volt. Kora ellenére kisebb-nagyobb korszerűsítéseknek köszönhetően az M2 máig szolgál a "nyugati világ" elsődleges nehéz géppuskájaként.
- M3 nehéz géppuska (12,7x99mm) - az M2 nehéz géppuska nagy tűzgyorsaságú (1100 lövés/perc) változat, amelyet kifejezetten repülőgépek és helikopterek fegyverzetéül szántak, de alkalmazása légvédelmi feladatkörben is előfordul.

### Fedélzeti fegyverek
- FN deFNder távirányított fegyverrendszer harcjárművek és hadihajók számára teszi lehetővé az FN által gyártott géppuskákat védett helyről, távirányítással kezelhessék. A Honvédség Leopard 2A7HU harckocsijai illetve azokat támogató műszaki járművek is deFNderrel lesznek felszerelve.
- FN D-HMP250 géppuska-konténer, amely 12,7x99mm-es lőszert tüzelő M3P géppuskát tartalmaz 250 lőszerrel. A fegyver tűzsebessége mintegy 1100 lövés/perc.
- FN D-HMP400 géppuska-konténer, amely 12,7x99mm-es lőszert tüzelő M3P géppuskát tartalmaz 400 lőszerrel. A fegyver tűzsebessége mintegy 1100 lövés/perc.
- FN RMP kombinált géppuska- és rakétakonténer, amely 12,7x99mm-es lőszert tüzelő M3 géppuska mellett 250 lőszert illetve 3 db 70 mm-es rakétát képes hordozni és kilőni.

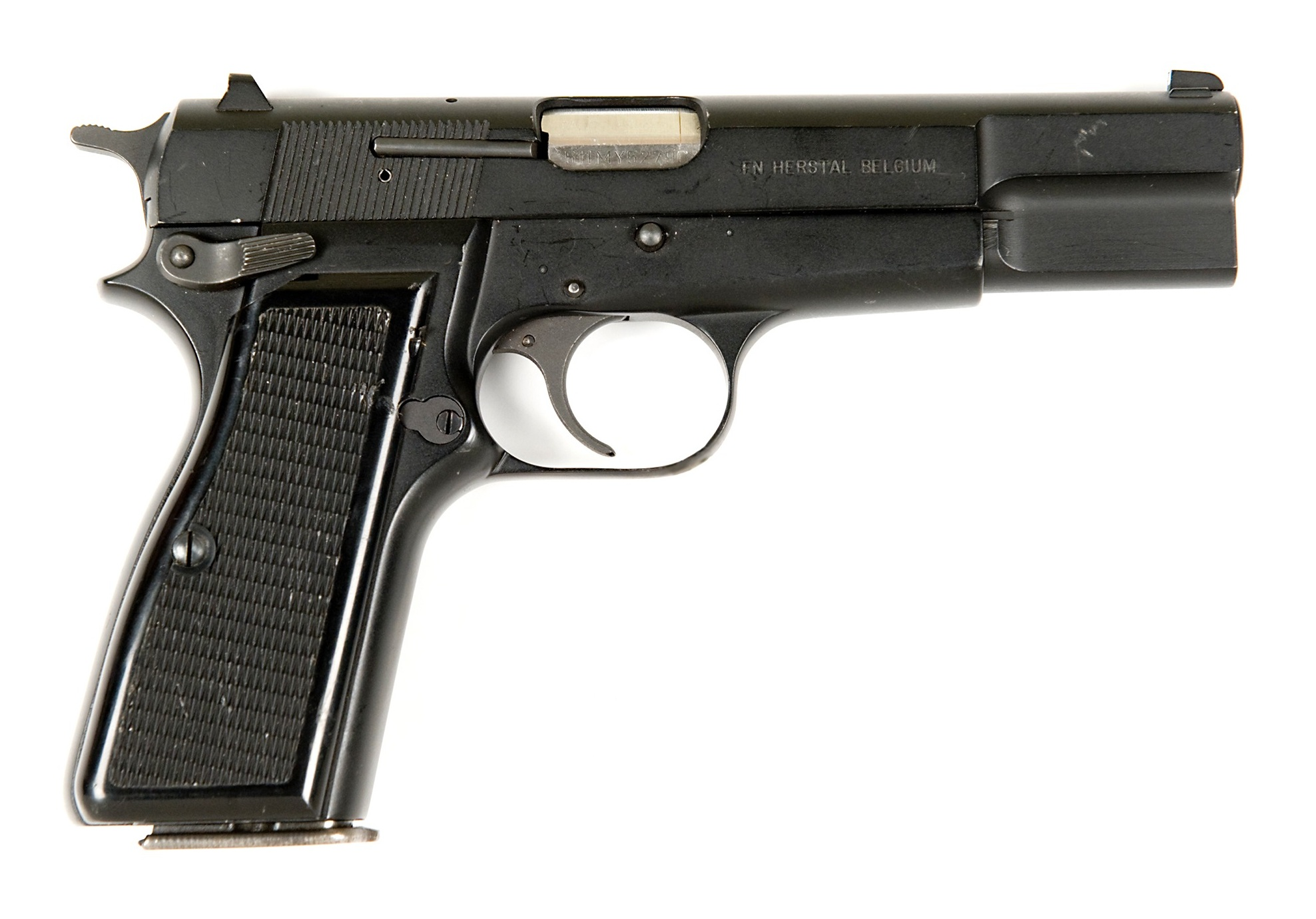
Hi-Power pisztoly
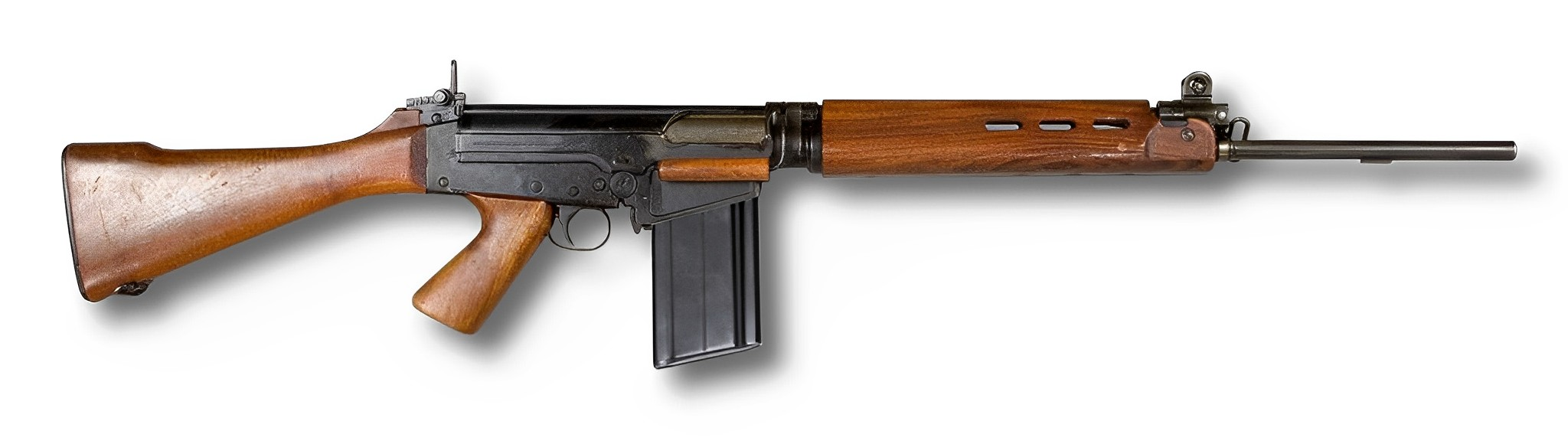
FN FAL gépkarabély
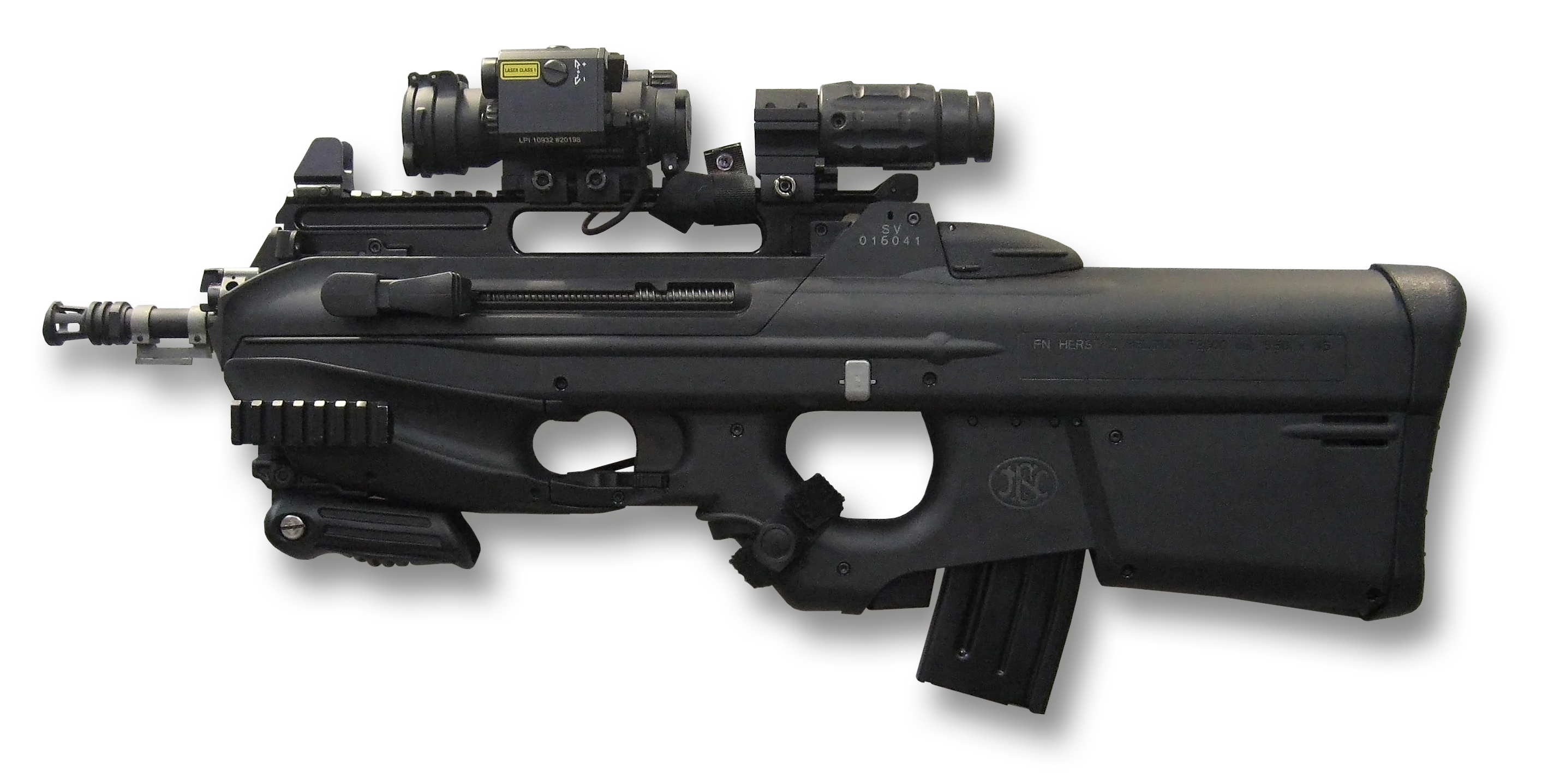
A futurisztikus megjelenésű F2000 gépkarabély
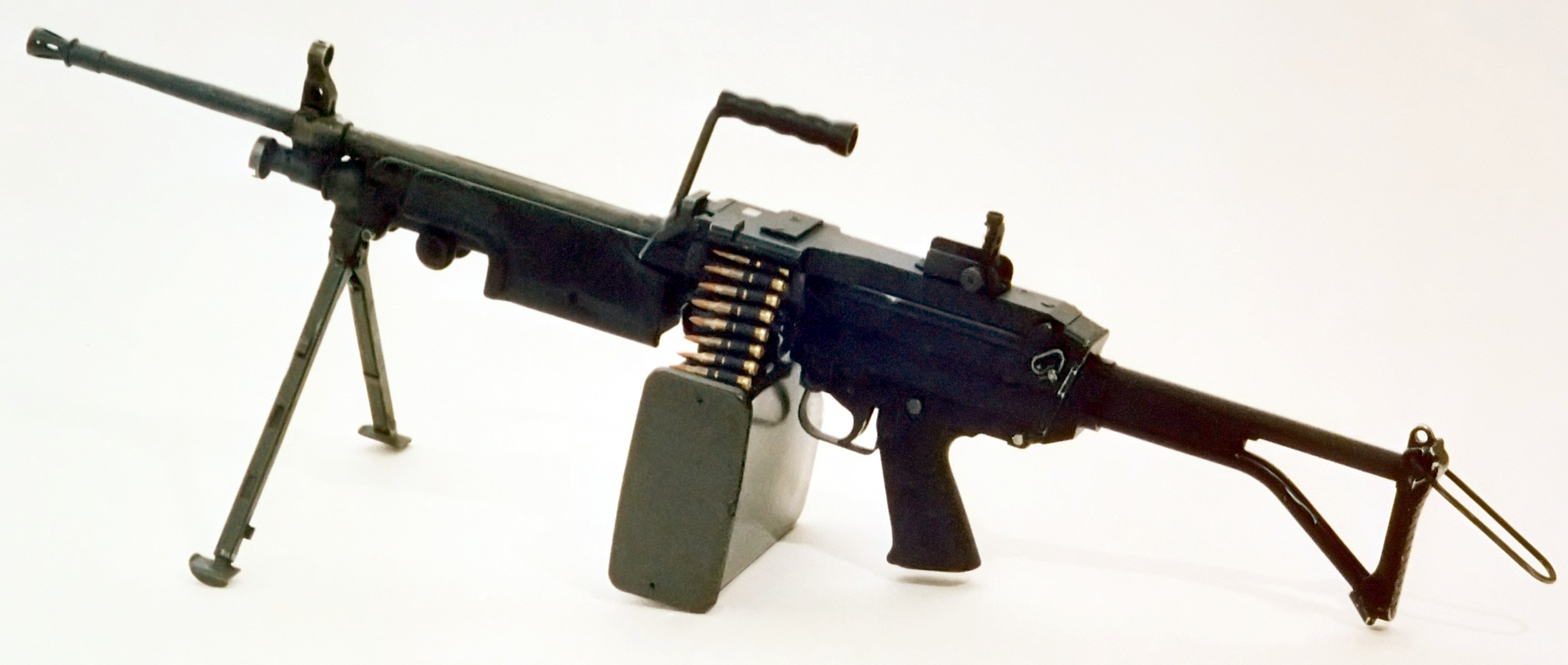
FN Minimi géppuska
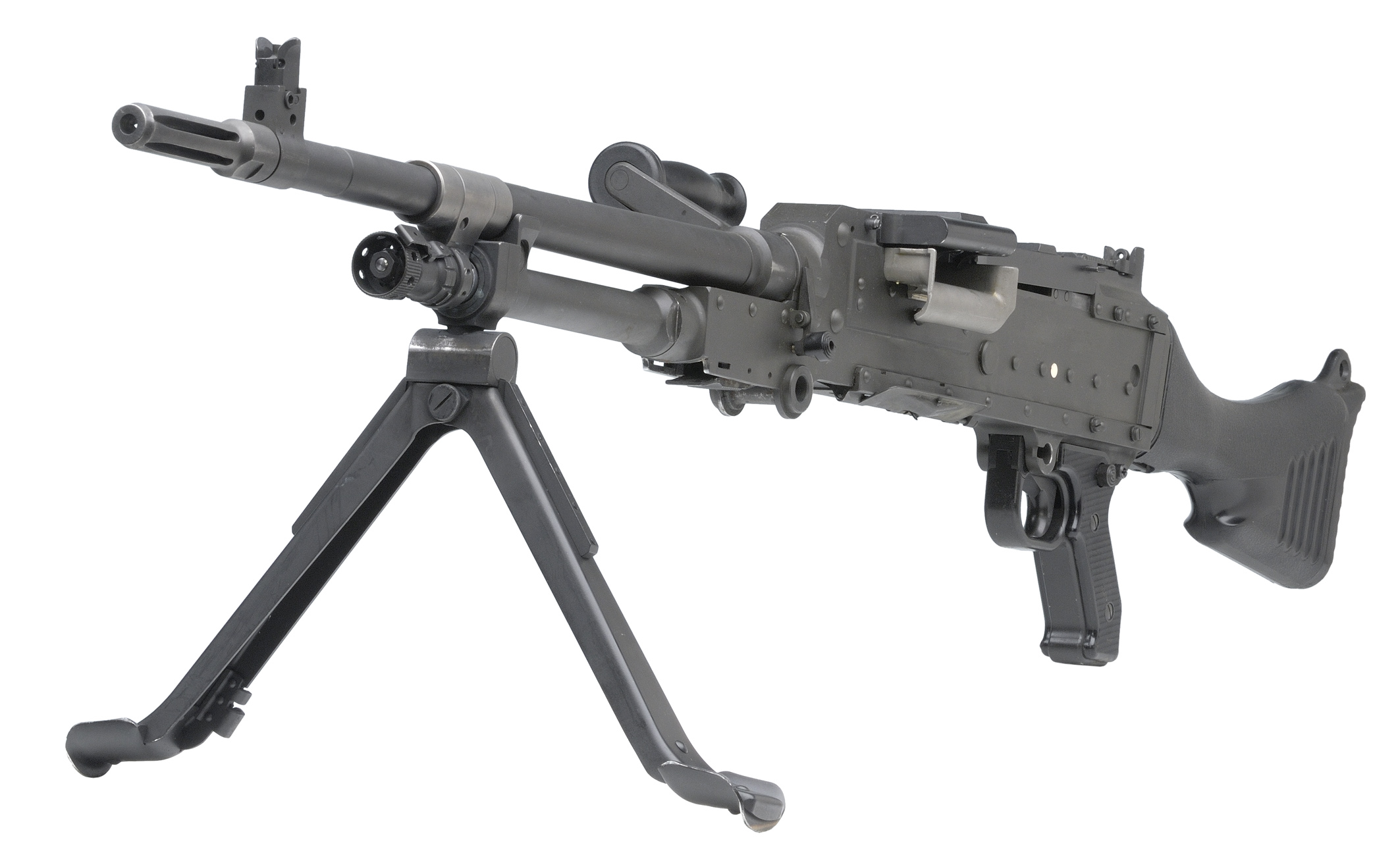
FN MAG géppuska
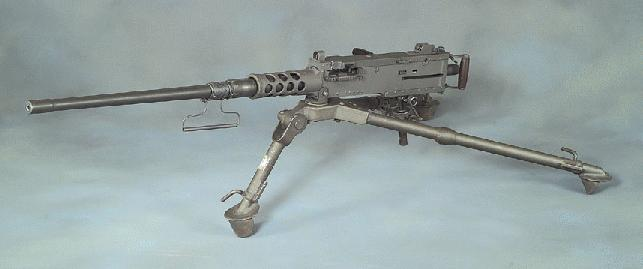
M2 géppuska
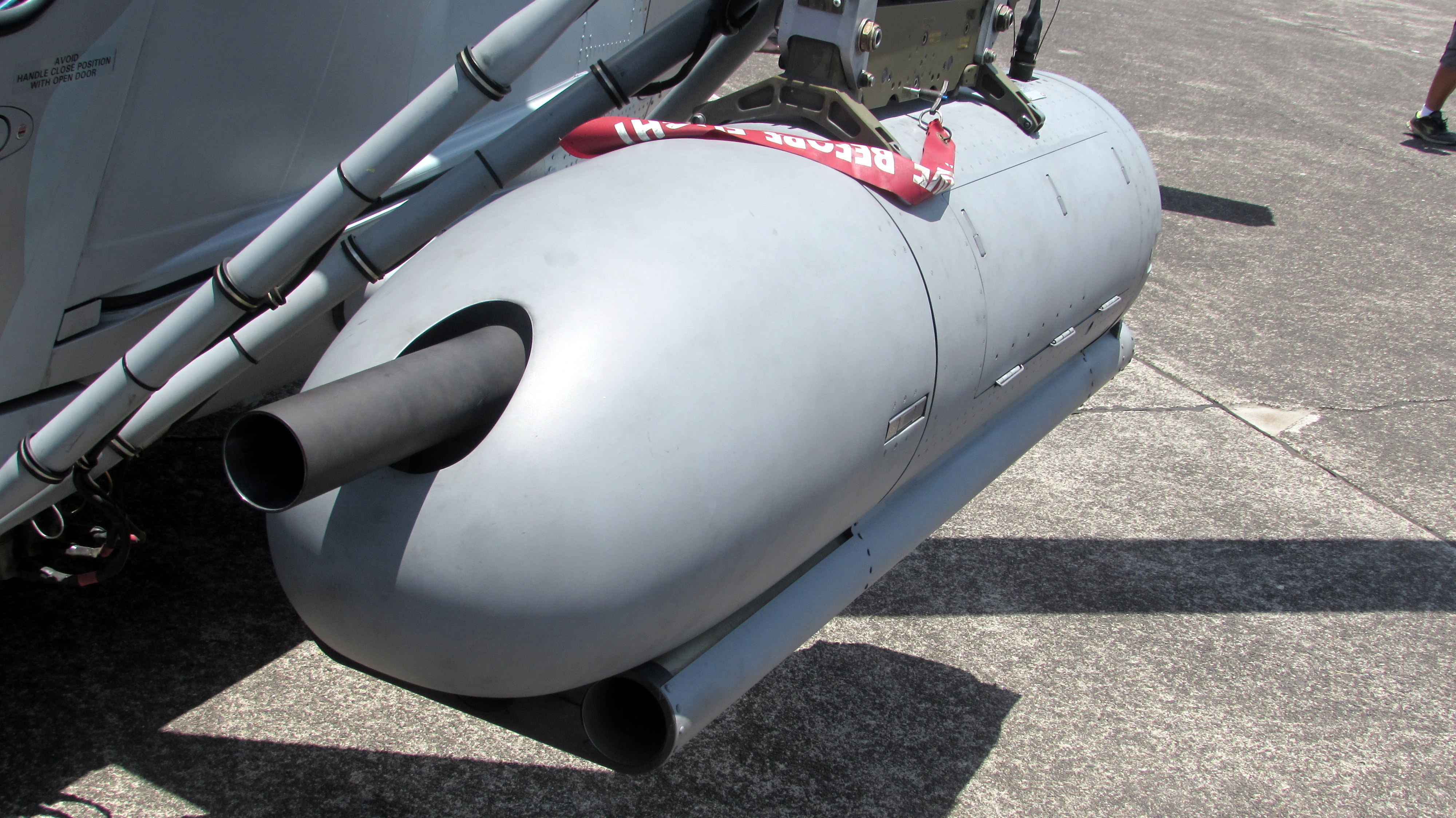
RMP géppuska- és rakétakonténer
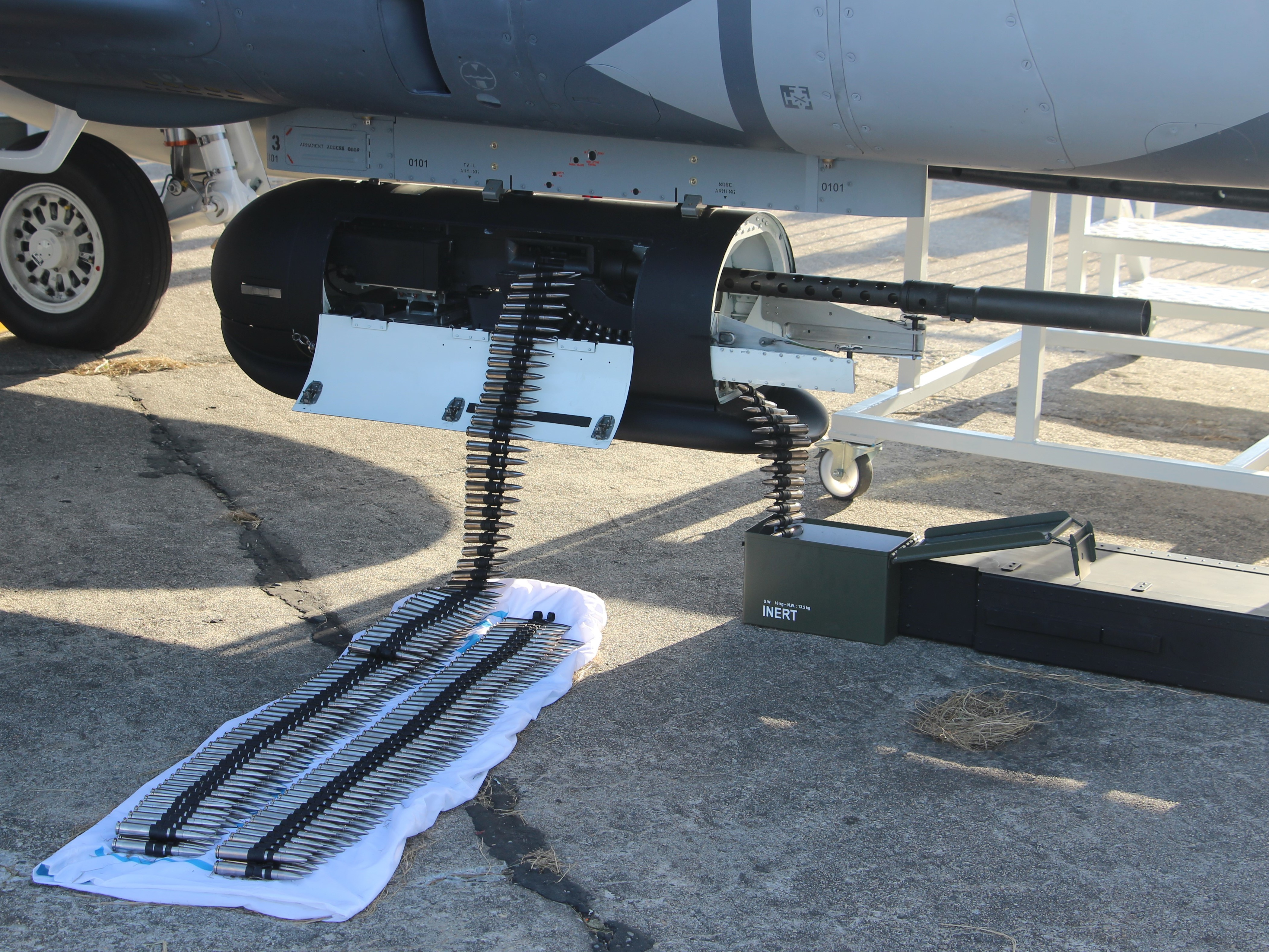
FN D-HMP400
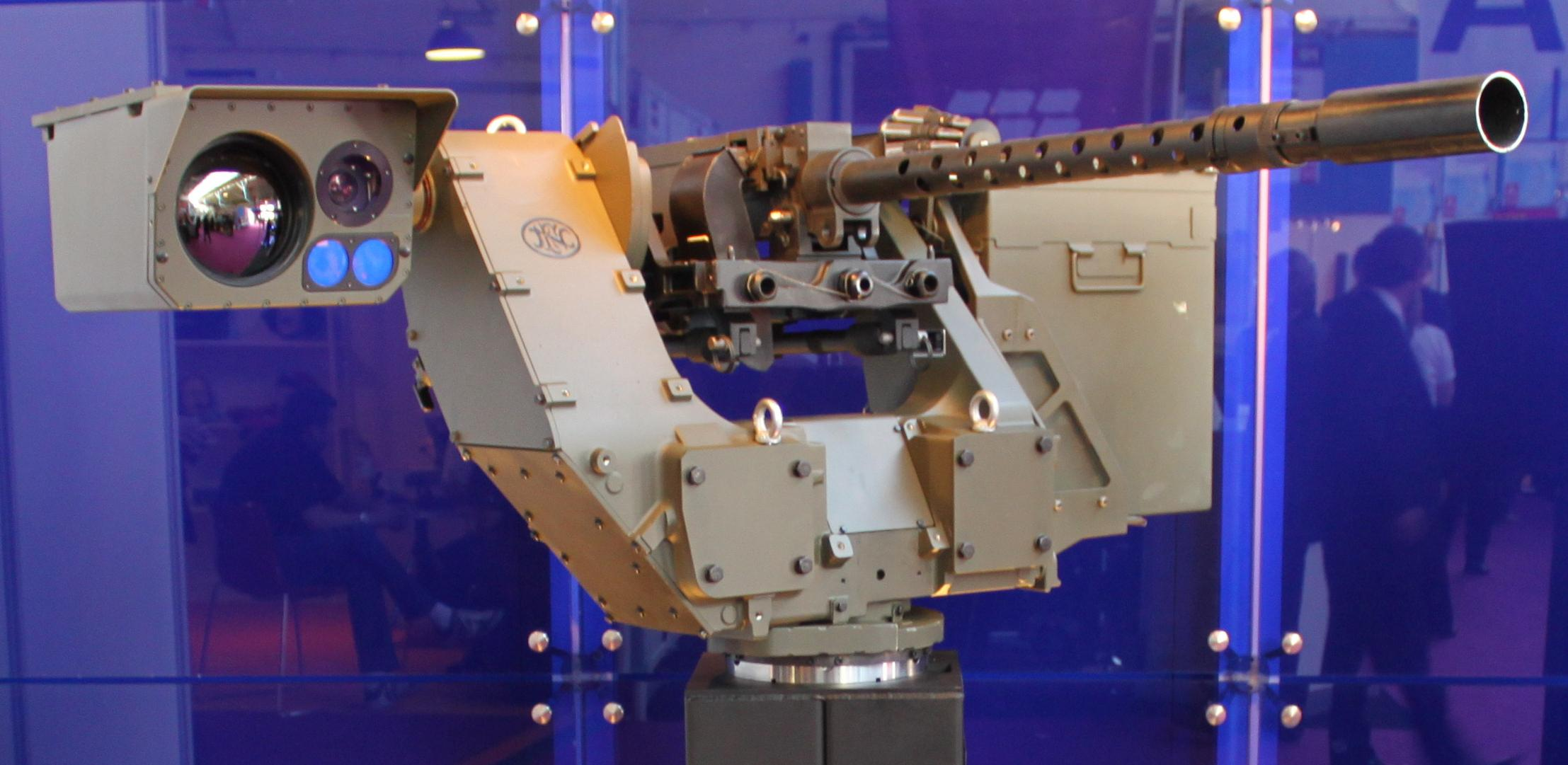
FN DeFNder távirányított fegyverrendszer
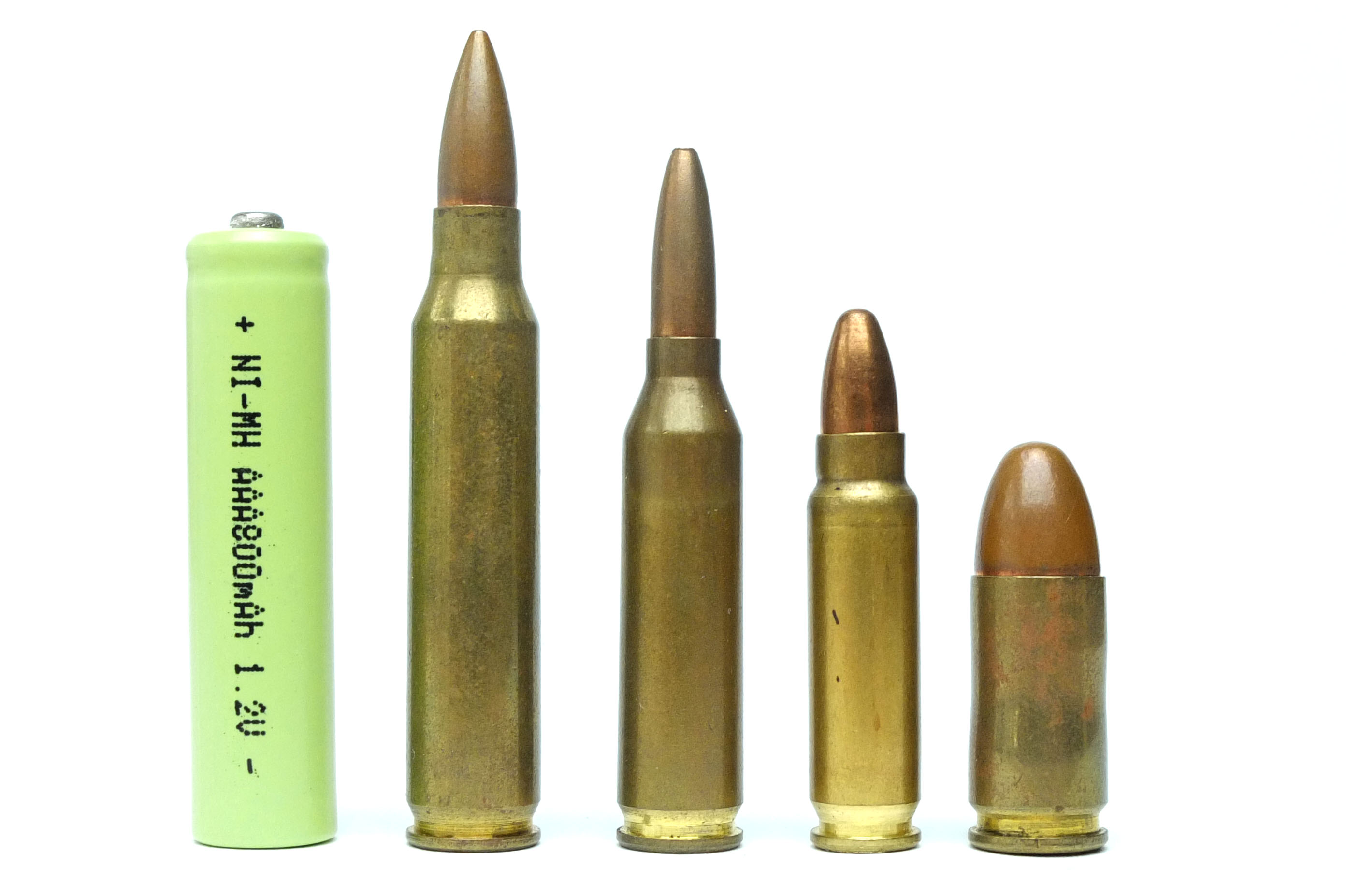
Az FN által kifejlesztett nagy átütőerejű 5.7x28mm lőszer (jobbról a második) lett a 9x19mm lőszer (jobb szélső) váltótípusa a NATO-ban. Elterjedtsége okán várhatóan a 9x19mm lőszer is sokáig rendszerben marad még a NATO haderőkben.